# Virus del pipistrello di Entebbe
Il virus del pipistrello di Entebbe (Entebbe bat virus, ENTV), simile al virus della febbre gialla, è un arbovirus della famiglia Flaviviridae, genere Flavivirus, appartiene al IV gruppo dei virus a ((+) ssRNA).
Il virus ha un genoma di 10 000-12 000 kilobasi.
Venne per la prima volta isolato in Uganda nel 1957 in un pipistrello della famiglia dei Molossidi il Chaerephon pumilus. Curiosamente il virus dopo il primo isolamento non venne più ritrovato fino al 2011. Lo studio dei genomi dei due virus trovati a distanza di 56 anni permette di comprendere i meccanismi evolutivi dei virus.
Il virus è trasmesso ai pipistrelli dalla zanzare; non si sa con certezza se determina malattia nell'uomo.